# Aedes cretinus
Aedes cretinus é um espécie de mosquito do género Aedes, pertencente à família Culicidae.